# Kachna domácí
Kachna domácí (Anas platyrhynchos f. domestica) je domestikovaný pták z řádu vrubozobých, chovaný pro maso, vejce a peří po celém světě. Některá plemena jsou chována také jako okrasní ptáci. Plemena kachen jsou méně rozmanitá než u jiných druhů drůbeže, liší se především zbarvením a velikostí, některá také tělesným rámcem (postavou) nebo strukturou peří. Název kachna domácí by se měl používat pouze pro plemena odvozená od kachny divoké (Anas platyrhynchos), nikoli pro pižmovky domácí (tzv. pižmové kachny nebo nesprávně čínské kachny), odvozené od pižmovky velké (Cairina moschata).

## Pojmenování
České slovo kachna je doloženo již ve středověku. Je onomatopoického původu, vytvořené ze slovesa káchat pomocí sufixu -na, srov. např. analogicky vytvořené výrazy štěkna, drbna aj. V českých dialektech, mimo jižní Čechy, je běžný tvar kachna, na Moravě a ve Slezsku kačena, ve Slezsku též kačka (srov. pol. kaczka). V jižních Čechách, např. na Prácheňsku a Táborsku, se používá tvar lička. Pro samce se na většině území České republiky používá název kačer (na Slovácku káčer) na Horácku je doložen tvar kachák, v jižních Čechách ličák a na Znojemsku šmák.
Tvary lička a ličák se používají v myslivecké mluvě pro kachnu divokou.

## Původ a domestikace kachen
Domestikaci kachny divoké (Anas platyrhynchos) zahaluje řada nejasností. Předpokládá se, že k ní došlo ve 3. nebo 2. tis. př. n. l. v několika oblastech, nezávisle na sobě. První oblastí byl zřejmě Egypt a Mezopotámie, druhou Čína a jihovýchodní Asie. Jako třetí centrum domestikace připadá v úvahu oblast Řecka a Itálie, kam se však zřejmě dostaly kachny již domestikované z Egypta či Blízkého východu. vyobrazení, kosterní pozůstatky i písemné zprávy dokládají, že kachny chovali starověcí Egypťané, Babylóňané, Izraelité, Indové, Číňané, Řekové i Římané. Zpočátku, např. v Egyptě a v Mezopotámii se jednalo spíše o odchyt divokých kachen a jejích dokrmování v klecích než o skutečný chov. Časté bylo také vybírání vajec z hnízd divokých kachen a hus, vejce pak byla inkubována pod domácí kachnou či slepicí. Ochočení malých kachňat je velmi snadné, protože u nich funguje mechanismus vtiskování (imprinting). To znamená, že si v prvních hodinách po vylíhnutí „vtisknou“ obraz prvního živého tvora (nebo i neživého pohyblivého předmětu), kterého pokládají za svou matku a následují.
V Evropě psal poprvé o chovu kachen řecký dramatik Aristofanés ve 4. stol. př. n. l. a později římský autor Columella. Řekové chovali kachny v tzv. nesotrofiích, což byly rybníky zakryté síťovou voliérou. Egypťané, Řekové a Římané někdy také chytali živé kachny, které později vykrmili v klecích.
Ve starověku a středověku měly kachny v Evropě na rozdíl od hus poměrně malý hospodářský význam a byly chovány spíše jako delikatesa pro bohaté labužníky. Protože kachna je vodní živočich, ve středověku bylo kachní maso pokládáno za postní jídlo.
V Evropě a na Předním východě se dávala přednost chovu těžších kachen, určených na maso a sádlo, naproti tomu ve východní Asii převládal chov lehčích, pohyblivých kachen s typicky vzpřímenou postavou, poskytujících maso i vejce (kachny typu indický běžec). Domácí kachny si dlouho udržely divoké zbarvení s výraznou pohlavní dvoutvárností, jaké se ještě dnes udrželo např. u kachny ruánské. Teprve v 16.–17. století je doložen chov bílých, strakatých či jinak zbarvených kachen, ale také kachen zakrslých a chocholatých. Mezi nejstarší plemena patří např. šedobílá pomořanská kachna. V 19. století byla ve Velké Británii z kachen typu indických běžců vyšlechtěna bílá kachna pekingská, která se stala nejrozšířenějším plemenem, vhodným pro velkochovy.

## Plemena kachen
Kachní plemena se dělí podle velikosti (tělesného rámce) na těžká, středně těžká a lehká, podle užitkového směru na masná, nosná, s kombinovanou užitkovostí a okrasná. Dále je můžeme dělit podle místa původu na plemena asijská, severoevropská, středomořská, americká aj., podle země původu a dalších kritérií.

## Chov kachen
Kachny domácí je možné chovat buďto přirozeným způsobem na vodní ploše nebo intenzívně v halách na roštech, podobně jako brojlerová kuřata, případně i v klecích. Vodní nádrž není při chovu kachen podmínkou, z hlediska pohody chovaných zvířat je však její přítomnost žádoucí. V České republice se od 60. let 20. století kachny hojně chovaly na rybnících osazených kapry (tzv. kaprokachní systém), který byl oboustranně výhodný, neboť kachny svým trusem a zbytky krmiva obohacovaly vodu o živiny, které využívali kapři. Co se týče krmení, jsou kachny nenáročné. Jejich přirozenou potravu tvoří mikroorganismy, které vyčvachtávají zobákem z bahna, vodní rostliny i drobní živočichové, přijímají však i brambory, šrot, zrní a kuchyňské zbytky. Potravy zkonzumují značné množství a její kvalita může být horší (známé rčení o kachním žaludku), ovšem plesnivé, zapařené či kvasící krmivo kachnám zásadně nepředkládáme, neboť škodí jejich zdraví. Na rozdíl od hus a pižmovek se kachny domácí nedokáží pást na trávě.
Mnoho plemen domácích kachen ztratilo hnízdní pud a nejsou schopny samy vysedět a vyvést mláďata. Proto se odchovávají pomocí umělé líhně nebo pěstounky (např. pižmovka, slepice). Inkubace vajec trvá 28–29 dní a jejich počet za rok dosahuje 140 (u masných plemen) až 300 (u nosných plemen – campbelka, indický běžec) kusů. Kachňata rostou velmi rychle, např. u pekingské kachny dosáhnou jatečné hmotnosti už ve věku osmi týdnů. Pižmovka má delší dobu inkubace (35 dní), pomalejší růst a méně kvalitní peří, ale zato spolehlivě sedí na vejcích, vyvádí kachňata a uživí se pouze pastvou.

## Zdraví a choroby kachen
V chovu kachen se často vyskytují různé nemoci. Ty lze podle původu dělit na virové, bakteriální, parazitální, plísňové a otravy. Mezi virovými chorobami je obávaná ptačí chřipka, k níž jsou kachny mimořádně vnímavé. Velmi nebezpečný, avšak na člověka nepřenosný, je virový zánět jater (ptačí hepatitida), který může napáchat velké škody mezi kachňaty v chovech se zanedbanou zoohygienou. Z bakteriálních onemocnění je závažná zejména salmonelóza, především proto, že je přenosná na člověka. Ztráty na kachňatech i dospělých kachnách mohou způsobit také parazitární onemocnění způsobená vnitřními cizopasníky, zvláště krevničkami, kokcidiemi, hlísticemi či vrtejši, naopak zevní parazité jsou u kachen celkem vzácní. Velkým nebezpečím zejména pro kachňata mohou být otravy otravy botulinem nebo aflatoxikózy, způsobené zkrmováním krmiva napadeného plísněmi rodu Aspergillus.

## Užitek
Kachny se chovají převážně pro maso, které je tučné a má hnědočervenou barvu. Je oblíbeno zejména ve francouzské a čínské kuchyni. Mezi lahůdky patří kachní sádlo a játra, zvláště játra z vykrmených kachen zvaná foie gras. Kachní vejce lze použít jako slepičí, často se přidávají do těsta. V Číně se z nich konzervací ve směsi vápna a rýžových otrub připravují tzv. stoletá vejce. V Jihovýchodní Asii, hlavně na Filipínách, se pojídají nasazená kachní vejce s částečně vyvinutým zárodkem, tzv. balut. Kachní maso a vejce je vždy nutné důkladně tepelně upravit, neboť hrozí nebezpečí onemocnění salmonelózou. Z kachních vajec se proto nesmí vyrábět např. majonézy. Používá se i kachní peří, a také trus, který lze použít jako hnojivo. Mnoho plemen kachen vyniká zajímavým zbarvením (např. kachna smaragdová) a chovají je především jako okrasní ptáci. Totéž platí o kachnách chocholatých (chocholka svým tvarem připomíná kopeček zmrzliny) a zakrslých. Zakrslé kachny byly v 16.–19. století používány zejména v Nizozemí, Francii a severním Německu jako volaví ptáci při odchytu divokých kachen do pasti zvané kačeník.
Na jihovýchodní Moravě mají kachny své místo v lidovém folklóru. V některých slováckých obcích, například ve Skoronicích, se při hodech dodržuje zvyk kradení káčera, při němž je živý kačer ozdoben a usazen v košíku. Kačera pak hlídá chasa, zatímco se jej snaží „ukrást“ přespolní chasa (ze sousedních vesnic), přičemž se někdy strhne bitka. Nechat si ukrást káčera je pro chasu mimořádná potupa (podobně jako jinde pokácení či ukradení máje). Dříve bylo zvykem, že stárci kačera na konci hodů utloukli cepy, někdy se tak dělo se zavázanýma očima, takže se museli trefit jen podle sluchu. To se však už od druhé poloviny 20. století neprovádí a kačer tento obyčej, dokonce i když se ho podaří „ukrást“, přežije bez úhony.